# Loleatta Holloway
Loleatta Holloway, född 1946, död 2011, var en amerikansk sångerska född i Chicago. Hon började tidigt med att sjunga gospel men är främst känd för sina discolåtar som hon släppte på skivbolaget Salsoul Records.[källa behövs] Hennes mest kända låt är "Love Sensation", andra hitlåtar är "Hit and Run", "All About the Paper", "Runaway", och "Catch Me on the Rebound." 
Det hävdas att hon är av de mest samplade artisterna i världen. Särskilt "Love Sensation" har blivit samplad, dels av italienska Black Box "Ride on Time" 1989 och Marky Mark & the Funky Bunch "Good Vibrations" 1991. Bland modern danspublik och DJ:s världen över är Loleatta Holloway närmast en legend.[källa behövs]
Loleatta Holloway blev 64 år. Hon avled 21 mars 2011 av hjärtfel efter en kortare tids sjukdom.

## Diskografi

### Album
- Loleatta (Aware 1973)
- Cry to Me (Aware 1975)
- Loleatta (Gold Mind 1977)
- Queen of the Night (Gold Mind 1978)
- Loleatta Holloway (Gold Mind 1979)
- Love Sensation (Gold Mind 1980)
- Greatest Hits (The Right Stuff/EMI, 1996)
- Queen of the Night: the Ultimate Club Collection (The Right Stuff/EMI, 2001)
- Loleatta Holloway: The Anthology (Salsoul, 2005)